# Tongshanjiabu
Tongshanjiabu é a 103º mais alta montanha da Ásia. Tem 7.207 metros de altitude e se localiza na região entre o Butão e o Tibete, na China. Nunca foi escalada até ao momento, tampouco houve qualquer tentativa de fazê-lo. Pertence à cordilheira dos Himalaias. O seu Cume-Pai é Gangkhar Puensum, com 7.570 metros de altitude, a mais alta montanha do Butão.